# JEEP (アルバム)
『JEEP』（ジープ）は、日本のミュージシャンである長渕剛の12枚目のオリジナルアルバムである。
1990年8月25日に東芝EMIのエキスプレスレーベルからリリースされた。前作『昭和』（1989年）よりおよそ1年5ヶ月ぶりにリリースされた作品であり、全作詞・作曲は長渕、プロデュースは長渕と矢島賢の共同プロデュースとなっている。
レコーディングには前作に続きギタリストとして矢島および笛吹利明が参加している。音楽性としては前2作よりもポップな作風でレゲエの要素なども取り入れられており、歌詞は30代中盤を迎えた長渕による人生観を綴ったものとなっている。
先行シングルとして、長渕自身が出演した映画『ウォータームーン』（1989年）の主題歌として使用された「しょっぱい三日月の夜」、ノンタイアップとなったシングル「JEEP」が収録されている。また10曲目に収録されている「西新宿の親父の唄」が、フジテレビ系テレビドラマ『北の国から'92 巣立ち』（1992年）にて挿入歌として使用された。
オリコンチャートでは最高位1位を獲得している。

## 背景
前作『昭和』（1989年）リリース後、長渕は3月29日の豊田市民文化会館より7月14日の横浜アリーナ公演に至るまで、全国24都市全32公演におよぶライブツアー「LIVE'89 昭和」を開催した。
その後、映画『オルゴール』（1989年）の予想外の大ヒットを受けて、東映とユイ音楽工房との間で長渕主演映画の第2弾が企画され、脚本に丸山昇一、監督に工藤栄一を迎え映画『ウォータームーン』が制作される事となった。ライブツアー終了後の長渕は自らロケハンを行うなどこの映画に注力していた。しかし、実際の撮影が始まると長渕とスタッフ側との意見の相違から確執が生まれ、同年11月6日の俳優松田優作の死去により映画スタッフ一同が撮影を中断し葬式へ参列した事から確執は決定的なものとなり、監督の工藤が降板したため残りは長渕自らが監督となり、最終的な編集も長渕が行った。一時は公開も危ぶまれた状況であったが何とか映画は公開日前に完成し、全国にて12月16日より公開された。また、本映画の主題歌「しょっぱい三日月の夜」（1989年）を映画公開前の12月8日にリリースし、オリコンチャートでは売り上げ1位、売り上げ枚数は約34万枚を記録するなどヒット曲となった<。だが、映画の内容は不評を買い、配給収入は前作『オルゴール』を圧倒的に下回る結果となった。
1990年に入り、前年のツアーを収録したライブアルバム『長渕剛LIVE'89』（1990年）をリリース、7月25日には先行シングルとして「JEEP」（1990年）をリリース、シングル前3作は全てタイアップが付いていたが、本シングルはノンタイアップとなり、オリコンチャートでは最高位2位を獲得、約30万枚を売り上げた。

## 録音
ミックスダウンはASKAの設立したスタジオ「BURNISH STONE（バーニッシュ・ストーン）」で行われている。奇しくも、発売日はCHAGE and ASKAがデビューして11年経過した日でもある。

## 音楽性
長渕本人の弁によると、本アルバムは本人が10代の頃愛聴していたURCレコードのようなアルバムを目指したという。また矢島賢との共同作業に徹底的にこだわったアルバムだと語っている。
文芸雑誌『別冊カドカワ 総力特集 長渕剛』にて音楽ライターの藤井徹貫は、「森をさまよい、丸太を切り出し、それを彫り、歌となす長渕的なものが制作。先にサビだけ何個も作り、広告代理店とスポンサー様にお好きなものをチョイスしていただき、そこから1曲を構築するのが製造。（中略）不器用・武骨・無頼の三拍子が揃ってしまっている長渕は、あぶく銭を手に入れるより、我が道を進んだ」と述べている。
文芸雑誌『文藝別冊 長渕剛 民衆の怒りと祈りの歌』にてライターの松村正人は、「『友だちが いなくなっちゃった』はわけしり顔で大人びちまった友人を尻目に変われない自分を見つめる歌詞だが、それをレゲエに乗せればことばは自嘲めかしたユーモアを帯びる。古澤良治郎と高橋ゲタ夫のリズム・セッションによるこの曲の編曲を担当しアルバムを長渕とともにプロデュースしたのは矢島賢。（中略）矢島の編曲は長渕流ジャマイカン・ミュージックの可能性の中心を見事につかまえている」
と述べており、さらにライターの水越真紀は「全体にポップで、前二作のヒリヒリした感触は薄くなっている」、「三五歳という人生の真ん真ん中で、変わっていくものと変えたくないもの、どうしようもないものなどが流れていくのに目を凝らしている。そんなとき、強がりや粋がりよりも必要なものがあり、このアルバムではそういうものが歌われている」と述べている。

## リリース
1990年8月25日に東芝EMIのエキスプレスレーベルよりカセットテープ、CDの2形態でリリースされた。
その後、CDのみ2006年2月8日に24ビット・デジタルリマスターで再リリースされた。

## プロモーション
本作に関するテレビ出演は、1989年12月13日にフジテレビ系音楽番組『夜のヒットスタジオSUPER』（1989年 - 1990年）に出演し「しょっぱい三日月の夜」を演奏した他、1990年7月25日には同番組に再び出演し、「JEEP」、「巡恋歌」、「カラス」を演奏した。

## ツアー
本作を受けてのコンサートツアーは「LIVE'90 - '91 JEEP」と題し、1990年9月22日の山梨県民文化ホールを皮切りに32都市全42公演が行われた。また、本ツアーの中から11月8日の大阪城ホール、12月8日の代々木第一体育館、翌年1月18日の横浜アリーナの模様を収録したライブビデオ『カラス LIVE from '90 - '91 JEEP TOUR』が1991年5月24日にリリースされている。

## 批評
| 専門評論家によるレビュー             | 専門評論家によるレビュー |
| レビュー・スコア                     | レビュー・スコア         |
| 出典                                 | 評価                     |
| ------------------------------------ | ------------------------ |
| CDジャーナル                         | 肯定的                   |
| 別冊カドカワ 総力特集 長渕剛         | 肯定的                   |
| 文藝別冊 長渕剛 民衆の怒りと祈りの歌 | 否定的                   |

- 音楽情報サイト『CDジャーナル』では、「ヘビーだ。弱い心は聴けない、なかなか聴けないことを思い知らせる魅力、そんな男の唄がする。彼の声は生ギターがよく似合う」[11]、また「冬の寒空の下をジープでドライブする1日を淡々と綴った表題曲『JEEP』など、どの曲も文学的な歌詞が印象的な傑作だ」と肯定的な評価を下している[12]。

- 文芸雑誌『別冊カドカワ 総力特集 長渕剛』にて音楽ライターの藤井徹貫は、「ドラマ『北の国から '92巣立ち』でも使われた『西新宿の親父の唄』、NHKに拒否された『お家へかえろう』、人生の北斗星となる『Myself』など、一生モノの宝庫である」と肯定的な評価を下している[5]。

- 文芸雑誌『文藝別冊 長渕剛 民衆の怒りと祈りの歌』にてライターの水越真紀は、「（『お家へかえろう』や『カラス』で描かれる）日本社会批評の眼は実感よりも批評が先にある感じで、その熟成は次作以降に委ねられているのではないか。というのも、タイトルのフレーズを繰り返すレゲエ調で軽快なボーカルの『友達がいなくなっちゃった』が本作の芯に感じられるからだ」と否定的な評価を下している[7]。

## チャート成績
オリコンチャートでは最高位1位となり、売り上げは約47万枚となった。

## 収録曲

### CT盤
| 全作詞・作曲: 長渕剛。 |                                 |           |            |                |      |
| #                      | タイトル                        | 作詞      | 作曲・編曲 | 編曲           | 時間 |
| 1.                     | 「女よ、GOMEN」                 | 長渕剛    | 長渕剛     | 矢島賢         | 5:25 |
| 2.                     | 「流れもの」                    | 長渕剛    | 長渕剛     | 矢島賢         | 5:44 |
| 3.                     | 「友だちが いなくなっちゃった」 | 長渕剛    | 長渕剛     | 矢島賢、長渕剛 | 5:40 |
| 4.                     | 「電信柱にひっかけた夢」        | 長渕剛    | 長渕剛     | 矢島賢         | 5:12 |
| 5.                     | 「海」                          | 長渕剛    | 長渕剛     | 瀬尾一三       | 6:47 |
| 6.                     | 「カラス」                      | 長渕剛    | 長渕剛     | 矢島賢、長渕剛 | 4:21 |
| 合計時間:              | 合計時間:                       | 合計時間: | 33:09      |                |      |

| #         | タイトル                 | 作詞      | 作曲・編曲 | 編曲             | 時間 |
| --------- | ------------------------ | --------- | ---------- | ---------------- | ---- |
| 7.        | 「お家へかえろう」       |           |            | 矢島賢           | 5:51 |
| 8.        | 「しょっぱい三日月の夜」 |           |            | 瀬尾一三         | 6:11 |
| 9.        | 「浦安の黒ちゃん」       |           |            | 矢島賢           | 5:16 |
| 10.       | 「西新宿の親父の唄」     |           |            | 瀬尾一三         | 5:48 |
| 11.       | 「JEEP」                 |           |            | 瀬尾一三、長渕剛 | 3:43 |
| 12.       | 「Myself」               |           |            | 瀬尾一三         | 5:19 |
| 合計時間: | 合計時間:                | 合計時間: | 32:08      |                  |      |

### CD盤
| 全作詞・作曲: 長渕剛。 |                                 |           |            |                  |      |
| #                      | タイトル                        | 作詞      | 作曲・編曲 | 編曲             | 時間 |
| 1.                     | 「女よ、GOMEN」                 | 長渕剛    | 長渕剛     | 矢島賢           | 5:25 |
| 2.                     | 「流れもの」                    | 長渕剛    | 長渕剛     | 矢島賢           | 5:44 |
| 3.                     | 「友だちが いなくなっちゃった」 | 長渕剛    | 長渕剛     | 矢島賢、長渕剛   | 5:40 |
| 4.                     | 「電信柱にひっかけた夢」        | 長渕剛    | 長渕剛     | 矢島賢           | 5:12 |
| 5.                     | 「海」                          | 長渕剛    | 長渕剛     | 瀬尾一三         | 6:47 |
| 6.                     | 「カラス」                      | 長渕剛    | 長渕剛     | 矢島賢、長渕剛   | 4:21 |
| 7.                     | 「お家へかえろう」              | 長渕剛    | 長渕剛     | 矢島賢           | 5:51 |
| 8.                     | 「しょっぱい三日月の夜」        | 長渕剛    | 長渕剛     | 瀬尾一三         | 6:11 |
| 9.                     | 「浦安の黒ちゃん」              | 長渕剛    | 長渕剛     | 矢島賢           | 5:16 |
| 10.                    | 「西新宿の親父の唄」            | 長渕剛    | 長渕剛     | 瀬尾一三         | 5:48 |
| 11.                    | 「JEEP」                        | 長渕剛    | 長渕剛     | 瀬尾一三、長渕剛 | 3:43 |
| 12.                    | 「Myself」                      | 長渕剛    | 長渕剛     | 瀬尾一三         | 5:19 |
| 合計時間:              | 合計時間:                       | 合計時間: | 65:17      |                  |      |

### 曲解説

#### A面
1. 「女よ、GOMEN」
シングル「JEEP」のカップリング曲で『女よ、ごめん』という曲があるが、同じ曲であるにもかかわらず、アレンジやメロディーがかなり違う。カップリング曲のバージョンは、アコースティック・ギターでの弾き語り。
2. 「流れもの」
3. 「友だちが いなくなっちゃった」
長渕の得意とするレゲエのリズムを取り入れている。
4. 「電信柱にひっかけた夢」
歌手としては成功せず、出身地の福岡に戻ることになった長渕と親交のあったシンガーソングライター・西田恭平に捧げた曲。5月に自主制作されたアルバム「百億年の愛」に収録された楽曲のセルフカバー。
5. 「海」
長渕はこの曲を矢島賢のために作った曲だと公言している。間奏には矢島のギターソロを大々的にフューチャーしている。
6. 「カラス」

#### B面
1. 「お家へかえろう」
日本の現状への不快感を露にした曲。桜島オールナイトコンサートのように、時折歌詞の一部を変えて歌われることもある。
長渕の楽曲の中では、歌詞の中にアーティスト名（この曲ではミック・ジャガー）が登場する数少ない楽曲のうちのひとつである。
打ち込みのリズムが薄く入っている以外は、長渕、矢島の変則チューニングによるアコースティックギターと、長渕のハーモニカだけで演奏されている。
2. 「しょっぱい三日月の夜」
22枚目のシングル曲。映画『ウォータームーン』の主題歌として使用された。
3. 「浦安の黒ちゃん」
"黒ちゃん"は、脚本家の黒土三男のことを指す。ドラマや映画などで一緒に仕事をする機会の多かった2人が、新幹線に乗って大阪まで観光に出掛けるストーリーが描かれている。2023年死去。
4. 「西新宿の親父の唄」
「やるなら今しかねえ」のフレーズが有名な曲。倉本聰脚本・フジテレビ制作のドラマ『北の国から'92 巣立ち』で使用された。なお、タイトルである西新宿の親父というのはモデルは存在するが、実在しない創作上の人物であることを倉本のラジオ番組内で対談した際に語ったほか。バラエティ番組『SMAP×SMAP』に長渕が出演した回で、木村拓哉のお気に入りの楽曲として紹介された。
5. 「JEEP」
23枚目のシングル曲。サビ以外のフレーズが、ラップのような韻を踏んだ歌詞になっている。
6. 「Myself」
巨人の坂本勇人内野手が一時期（2015年頃）、打席に立つ際の登場曲に使用していたことがある。

## スタッフ・クレジット

### 参加ミュージシャン
- 長谷部徹 - ドラムス（4,9,12曲目）
- 渡嘉敷祐一 - ドラムス（1,6曲目）
- 江口信夫 - ドラムス（2,10曲目）
- 古澤良治郎 - ドラムス（3曲目）
- 島村英二 - ドラムス（8曲目）
- 岡沢章 - エレクトリックベース（1,2,4,6,9,10曲目）
- 美久月千晴 - エレクトリックベース（8,12曲目）
- 高橋ゲタ夫 - エレクトリックベース（3曲目）
- 高水健司 - ウッドベース（5曲目）
- 長渕剛 - アコースティック・ギター（1,2,4,7,9,10,11曲目）、エレクトリックギター（6曲目）、ブルースハープ（6,7,10曲目）
- 矢島賢 - エレクトリックギター（1,2,3,4,5,8,9曲目）、アコースティック・ギター（1,7曲目）、キーボード（4曲目）
- 笛吹利明 - アコースティック・ギター（8曲目）、フラットマンドリン（6,9,10曲目）
- 塩次伸二 - エレクトリックギター（3曲目）
- 中西康晴 - キーボード（1,2,4,5,6,9,10,11,12曲目）
- エルトン永田 - キーボード（8曲目）
- 浜田良美 - バックグラウンドボーカル（1,4,7,10曲目）
- 土肥二朗 - バックグラウンドボーカル（1,10曲目）
- 百田忠正 - バックグラウンドボーカル（1,10曲目）
- 杉並児童合唱団 - バックグラウンドボーカル（3曲目）
- The Mugifumi - バックグラウンドボーカル（3曲目）
- EVE - バックグラウンドボーカル（10曲目）
- 玉木宏樹 - ソロ・ヴァイオリン（10曲目）
- 中山信彦 - オペレーター（8,11,12曲目）
- 瀬尾一三 - オペレーター（5,12曲目）
- 石川鉄男 - オペレーター（5曲目）
- 浦田恵司 - オペレーター（10,12曲目）

### スタッフ
- 長渕剛 - プロデュース
- 矢島賢 - プロデュース
- 石塚良一 (Z's) - レコーディング・エンジニア、ミックス・エンジニア
- 堀江俊一郎（東芝EMI） - A&Rディレクター
- 松原マサノリ (EPICURUS) - 追加エンジニア
- 加藤謙吾 (Epicurus) - アシスタント・エンジニア
- ひろやまともあき (Epicurus) - アシスタント・エンジニア
- 横山芳之 (Z's) - アシスタント・エンジニア
- 植松豊 (Z's) - アシスタント・エンジニア
- 飯島浩樹 (Tokyo Fun) - アシスタント・エンジニア
- 奥村誠二（東芝EMI） - マスタリング・エンジニア
- 石塚良一 - マスタリング・エンジニア
- 徳永美津子（東芝EMI） - マスタリング・エンジニア
- 荒木浩三 (Music Land) - ミュージシャン・コーディネーター
- はらだよしなり (MUSIC LAND) - エキップメント・プロモーター
- 笹川章光 (Office Sistema) - エキップメント・プロモーター
- 加藤久典（東芝EMI） - エキップメント・プロモーター
- 鈴木博一（東芝EMI） - エキップメント・プロモーター
- 瀧口幸男（東芝EMI） - エキップメント・プロモーター
- 石田徳夫（ヤマハ音楽振興会） - エキップメント・プロモーター
- 寺原隆 - アート・ディレクション
- 大川奘一郎 - 写真撮影
- しじこうじ (Jet Planning) - スペシャル・サンクス
- 後藤由多加（ユイ音楽工房） - エグゼクティブ・プロデューサー
- 森田秀美（オフィス・レン） - エグゼクティブ・プロデューサー
- 川上源一（ヤマハ音楽振興会） - エグゼクティブ・プロデューサー

## リリース履歴
| No. | 日付          | レーベル              | 規格  | 規格品番                      | 最高順位 | 備考                         |
| --- | ------------- | --------------------- | ----- | ----------------------------- | -------- | ---------------------------- |
| 1   | 1990年8月25日 | 東芝EMI／エキスプレス | CD CT | TOCT-5800 (CD) TOTT-5800 (CT) | 1位      |                              |
| 2   | 2006年2月8日  | 東芝EMI／エキスプレス | CD    | TOCT-25955                    | -        | 24ビット・デジタルリマスター |